# Gat ocicat

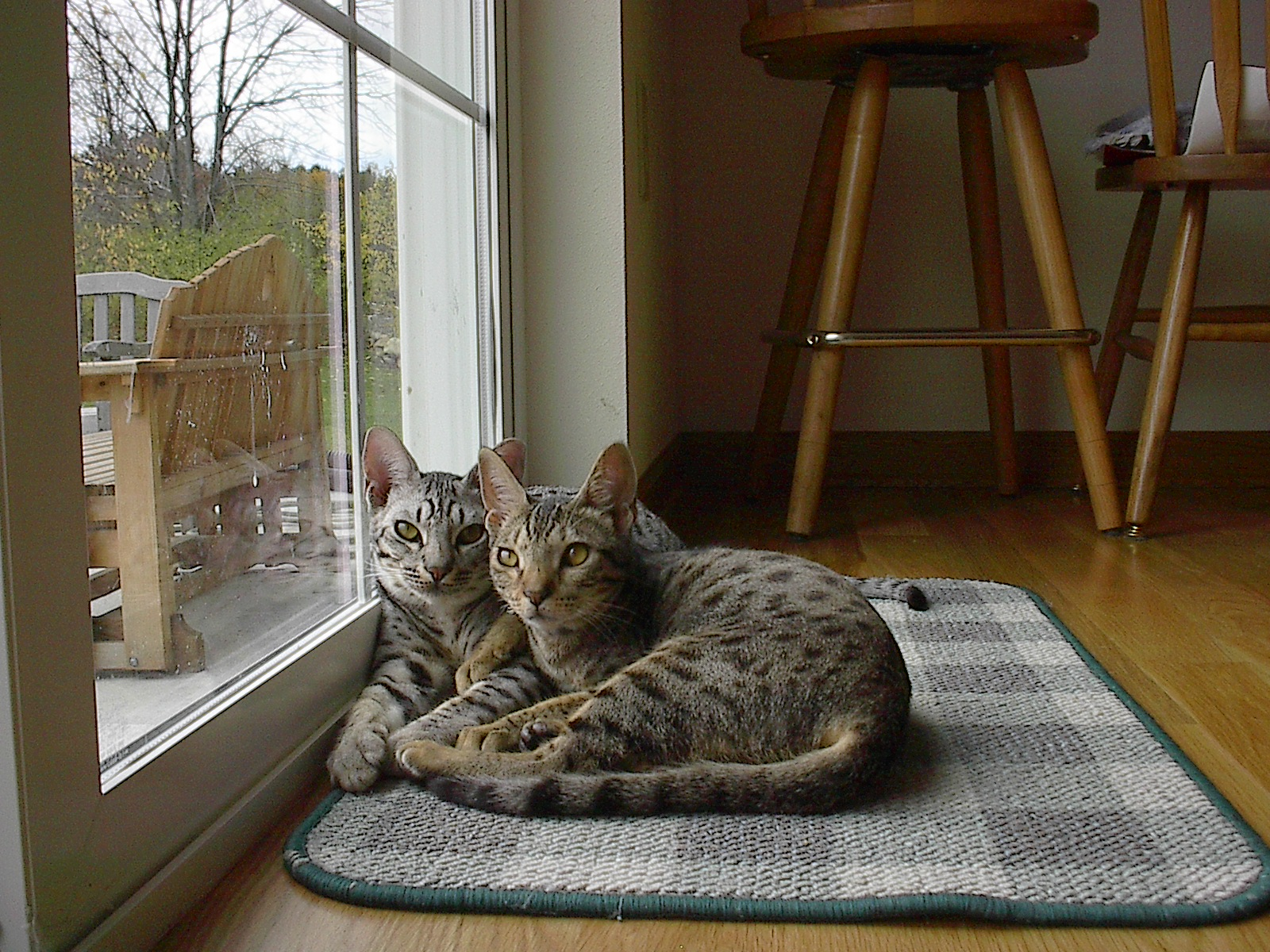
Gats de la raça ocicat.

El gat ocicat és una raça de gat originària dels Estats Units. Ocicat és el resultat de la contracció de les paraules  angleses Ocelot o gat salvatge i cat (gat), atès que posseeix una capa clapejada tal com si fos una fera salvatge. El 1964 una criadora nord-americana va creuar una gata mestissa siamès-Abisini amb un gat siamès punt de xocolata per aconseguir siamesos tabby point. Un mascle de la ventrada posseïa una capa de color ivori amb taques daurades, però lamentablement va ser castrat.
Altres criadors en conèixer el resultat van fer creuaments entre abissinis, siamesos, orientals tacats i  mau egipcis amb el gat americà de pèl curt fins a arribar a la morfologia actual de l'Ocicat. El 1988 va ser autoritzada la raça oficialment, i és molt popular als Estats Units però molt rara a Europa. En l'actualitat els creuaments amb abissinis estan prohibits.

## Descripció

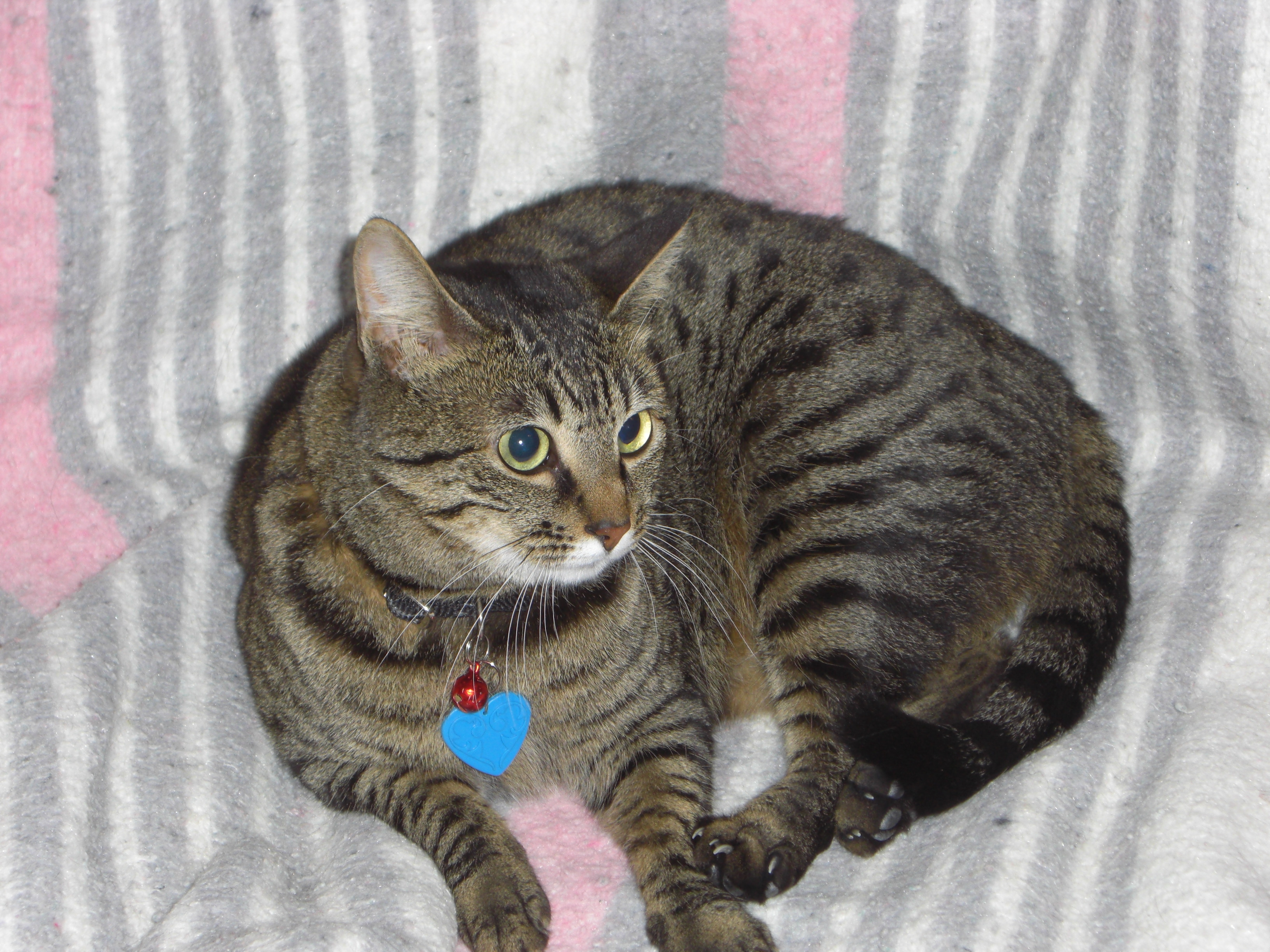
Gata de raça ocicat.

Fort, musculós i d'aparença salvatge amb un pes aproximat d'entre 2 i 6 kg. El cap és lleugerament triangular de contorns arrodonits, el musell és ample i quadrat, i el nas és prominent. Les orelles són moderadament grans on s'aprecien els pinzells de linx. Ulls grans, ametllats lleugerament oblics, tots els colors estan permesos excepte el blau si no té relació amb el pelatge color punt. De coll arquejat, cos gran, fort i llarg, pit ample, ossada i musculatura ben desenvolupada.
Potes de longitud mitjana i musculoses, peus compactes i ovalats, cua bastant llarga i afinada cap a la punta. Pelatge curt però prou dens per contenir diverses capes de color, pèl fi, llis i mitjanament brillant. Colors reconeguts: spotted tabby (clapejat): marró, xocolata, lila, blau, canyella i cors; aquests colors existeixen també en les varietats Silver (platejats) els mateixos han d'estar ben definits, la coloració més clara sempre ha d'estar al mentó i al maxil·lar inferior, les taques han d'estar ben marcades sent la seva tonalitat més fosca a la cara, potes i cua. Creuades autoritzades amb altres races: cap.

## Caràcter
Molt actiu, curiós i juganer. Malgrat el seu aspecte de petita fera és molt sociable i afectuós amb el seu amo, dominant amb els seus congèneres. El seu pelatge és fàcil de manteniment, només cal un raspallat de forma regular.